# Aspach (Hörsel)
Aspach ist ein Ortsteil der Landgemeinde Hörsel im Nordwesten des thüringischen Landkreises Gotha.

## Geographie

### Geographische Lage
Aspach liegt etwa sieben Kilometer westlich der Kreisstadt Gotha und am Südhang des Sallbergs, der die Wasserscheide zwischen Hörsel und Nesse bildet. Am Südrand des Ortes fließt der Asse-Bach, der dem Dorf den Namen gab. Die Asse ist ein rechter Nebenfluss des Hörsel-Bachs.

### Ausdehnung des Gebiets
Die Gesamtfläche der Gemarkung Aspach beträgt 588 Hektar.

## Geschichte
Die erste urkundliche Erwähnung erfuhr der Ort als Asbach im Jahre 932 in einer Urkunde, in der er durch König Heinrich I. dem Stift Hersfeld zugewiesen wurde. In Asbach lag der Frei- oder Dinghof der dort von 1223 bis 1450 erwähnten Herren von Asbach, die später nach Emleben umsiedelten und dort gegen Ende des 17. Jahrhunderts ausstarben. Dann kam der Ort im Amt Tenneberg an das Geschlecht derer von Tangel, sodann in unterschiedlichen Besitz und fiel 1676 an die von Wangenheim in Sonneborn, von denen er an einige Einwohner verkauft wurde.
Am 18. März 1994 war Aspach eine der sieben Gründungsgemeinden der Verwaltungsgemeinschaft Hörsel. Durch Beschluss des Thüringer Landtags am 16. November 2011 konnte die Verwaltungsgemeinschaft Hörsel zum 1. Dezember 2011 aufgelöst und durch einen freiwilligen Zusammenschluss der zehn bisher selbstständigen Gemeinden Aspach, Ebenheim, Fröttstädt, Hörselgau, Laucha, Mechterstädt, Metebach, Teutleben, Trügleben und Weingarten die Landgemeinde Hörsel neu gebildet werden.

### Einwohnerentwicklung
Entwicklung der Einwohnerzahl (jeweils 31. Dezember):
| - 1994 – 361 - 1995 – 402 - 1996 – 453 - 1997 – 479 | - 1998 – 507 - 1999 – 504 - 2000 – 503 - 2001 – 495 | - 2002 – 502 - 2003 – 491 - 2004 – 476 - 2005 – 462 | - 2006 – 450 - 2007 – 441 - 2008 – 441 - 2009 – 429 | - 2010 – 413 |

Datenquelle: Thüringer Landesamt für Statistik

## Politik
Bei der Bürgermeisterwahl am 12. Juni 1994 wurde Ruth Melcher zur ehrenamtlichen Bürgermeisterin der Gemeinde gewählt. Sie wurde bei den Bürgermeisterwahlen am 27. Juni 2004, 13. Juni 1999 und 6. Juni 2010 in ihrem Amt bestätigt. Ihre Amtszeit begann am 1. Juli 2010. Mit der Umwandlung zur Landgemeinde wurde sie zum 1. Dezember 2011 zum Ortsteilbürgermeister (mit einer Amtszeit bis 2016).
- 1994–2011: Ruth Melcher (CDU)[5][6][7][8]
- Seit 2024: Tobias Rudloff[9][10]

## Kultur und Sehenswürdigkeiten

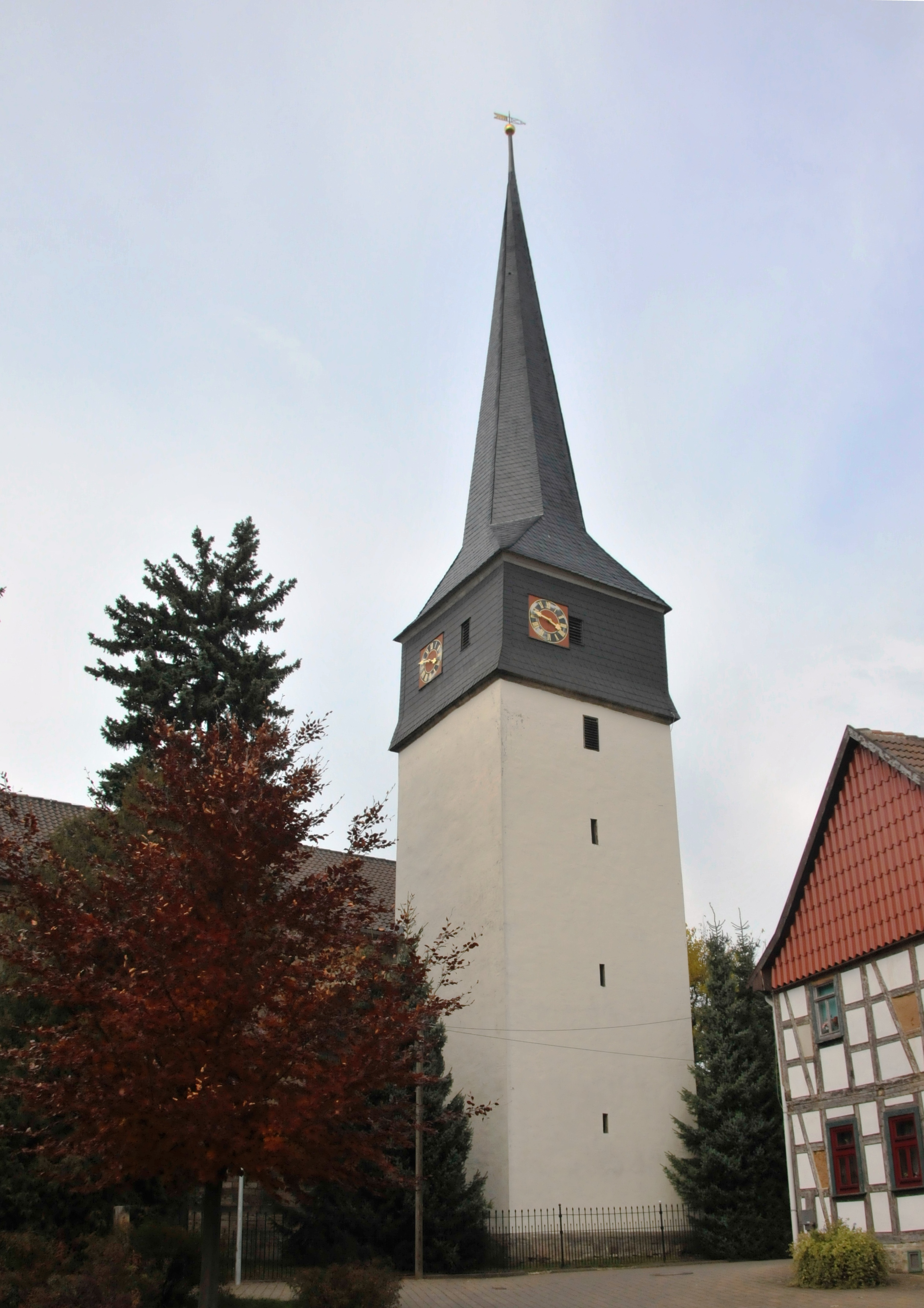
Kirche St. Udalricus

### Bauwerke
Über das Baujahr der Kirche St. Udalricus (St. Ulrich) werden unterschiedliche Jahreszahlen genannt: 1417 und 1519. 1614 erfolgte eine Erweiterung der Kirche. Der Turm steht an der Südwestecke eines Langhauses von 1871, das anstelle eines Gebäudes von 1614 errichtet wurde.

### Regelmäßige Veranstaltungen
Bekannt geworden ist Aspach vor allem durch sein Traktortreffen, zu dem in zweijährlichen Abständen hunderte Traktorbesitzer aus ganz Deutschland anreisen, um Traktoren aller Bauart und -zeit zu präsentieren.

### Sonstiges
Im Aspacher Hölzchen, auch Ritterholz genannt, östlich vom Salberg im Norden der Ortslage Richtung Metebach, fand am 18. Februar 1839 die letzte öffentliche Hinrichtung durch Enthauptung im Raum Gotha statt. Delinquent war der 23-jährige Uellebener Johann Heinrich Kästner. Er hatte zuvor, am 31. Dezember 1837, den 10-jährigen Friedrich Weiße aus Aspach überfallen, ihm den Bauch aufgeschlitzt und ihm u. a. sechs Pfennige geraubt. Der Junge konnte sich, indem er sich mit den Händen den Bauch zusammenpresste, zum Hause seiner Großmutter in Metebach retten, wo er von der Schandtat berichtete. Kästner wurde noch in der gleichen Nacht in Uelleben festgenommen und zum Gericht nach Gotha gebracht, wo ihm der Prozess gemacht wurde. Henker war der bekannte Scharfrichter Georg Friedrich Wittig aus Bad Langensalza. Heute erinnert neben einer Wandererhütte ein steinernes Sühnekreuz an Tatort und gleichzeitig Hinrichtungsstätte an das Geschehen.